# Convair F-106 Delta Dart

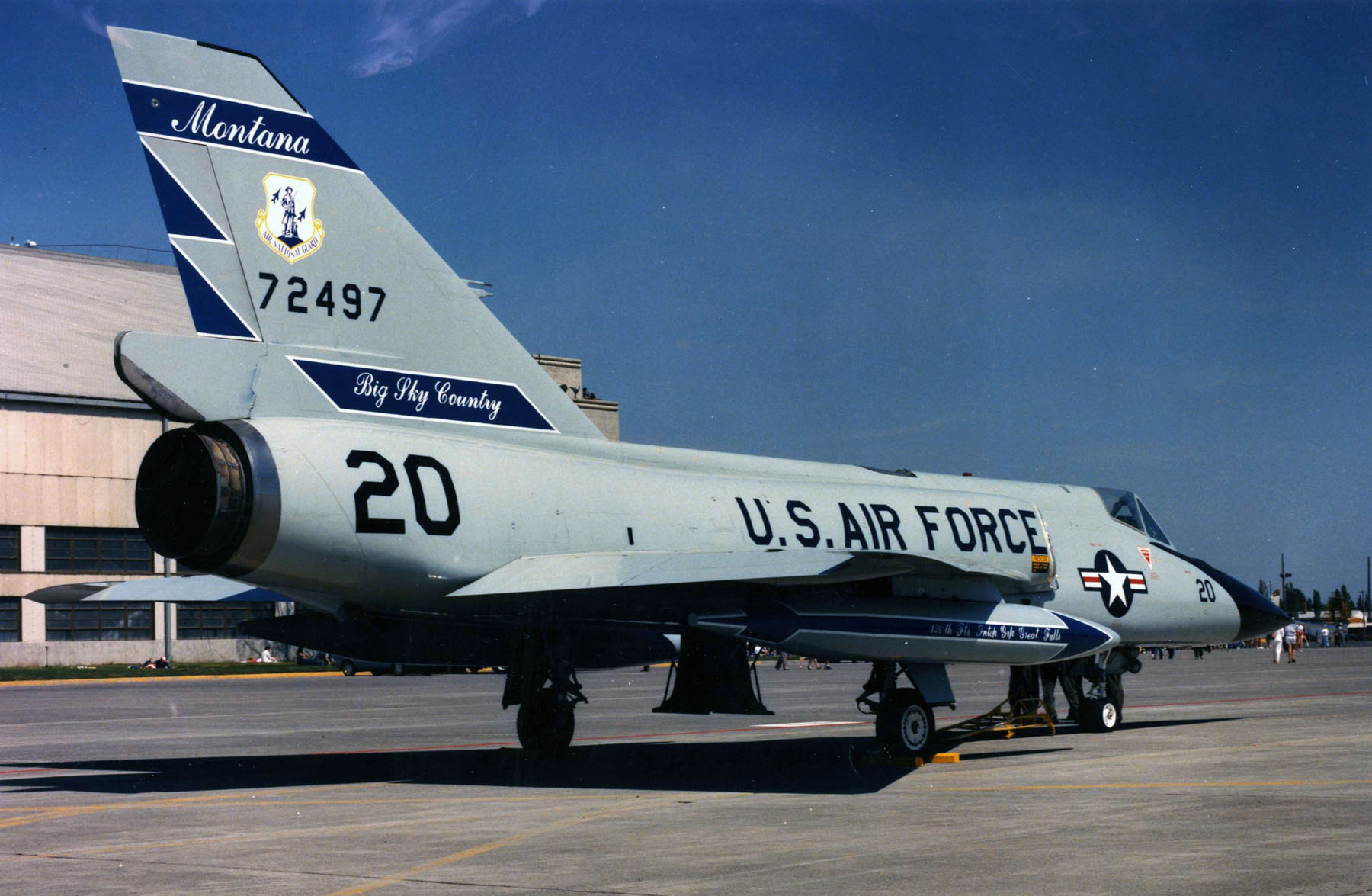
Een F-106A van de Montana ANG

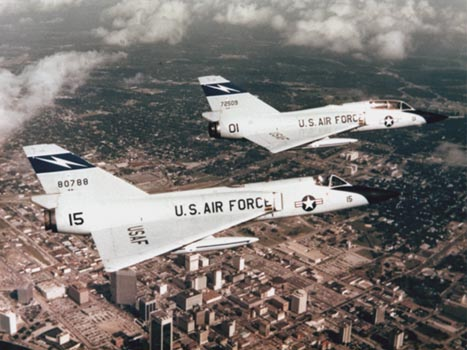
Een F-106A op de voorgrond en een F-106B trainer op de achtergrond. De ‘trainer’ was een volledig operationele 2-zitter.

De Convair F-106 Delta Dart was een onderscheppingsstraaljager, de opvolger van de Convair F-102 Delta Dagger. Net als de F-102 was het toestel speciaal ontworpen voor een ‘meet and greet’ met vijandelijke en hoog inkomende supersonische bommenwerpers en het kon daarvoor snelheden van meer dan Mach 2.0 bereiken.

## Ontwerp
Het toestel was gebouwd rond het – in die tijd - zeer moderne Hughes MA-1 fire control systeem waardoor de vlieger zich optimaal kon richten op het besturen van zijn toestel en waarmee door de vergaande automatisering slechts weinig correcties op het doel hoefden te worden gemaakt.
In de F-106 waren vele verbeterde details van zijn voorganger de F-102 verwerkt zoals een klein intern bommenruim waarin standaard één Genie raket met een kernlading werd vervoerd. Ook kon het toestel nu met een intern 20mm kanon uitgerust. (Project Six Shooter)
De F-106 Delta Dart werd eigenlijk beschouwd als de laatste troefkaart in de verdediging voordat de VS werd aangevallen en gold daarom algemeen als de ultimate interceptor. Deze bijnaam kreeg later een dubbele betekenis omdat de Delta Dart tevens de laatste onderscheppingsjager was die werd gebouwd. Het toestel werd immers vervangen door een geheel nieuw type, de multirole fighter.
Het geschatte aantal van 1000 te bestellen toestellen werd in de loop der tijd, vanwege stijgende kosten en productie problemen, aanzienlijk bijgesteld. Maar zelfs met verminderde aantallen bleek de Delta Dart een succes. Het was niet alleen voor de vliegers een prettig hanteerbaar toestel; nadat de in het begin optredende onderhouds problematiek was opgelost bleek het ook zeer betrouwbaar te zijn. De F-106 handhaafde zich dan ook in de volgende 20 jaar na zijn in dienst treding. Modificaties en upgrades verlengden de operationele levensduur van het toestel aanzienlijk waardoor het toestel de populariteit van zijn voorganger dan ook terecht overschreed.
Na hun operationele leven bij de USAF werden de F-106 Delta Darts op beperkte schaal toegewezen aan de Air National Guard om medio jaren 80 uiteindelijk voorgoed plaats te maken voor de nieuwe generatie ‘multirole’ gevechtsvliegtuigen als de F-16 Fighting Falcon en de F-15 Eagle.
De F-106 Delta Dart heeft alleen dienstgedaan bij de USAF en is nooit naar het buitenland geëxporteerd. Wel zijn USAF-eenheden die met de Delta Dart waren uitgerust buiten de VS geplaatst geweest; dit was in Zuid-Korea (1965-1970 op Osan Airbase) en in West-Duitsland (1970-1978 op Hahn en Zweibrücken Airbase)
De F-106 airframes werden na uitfasering omgebouwd tot onbemande QF-106 drones (doelvliegtuigen) die nog tot 1998 werden gebruikt.

## Ontwikkeling
De F-106 kwam voort uit het onderschepperprogramma van de USAF uit 1954 als een geavanceerde verbetering voor de F-102 Delta Dagger, bekend als de F-102B, waar de USAF een order voor plaatste in november 1955. Het toestel had echter zoveel verbeteringen en een totaal aangepast ontwerp, dat het eigenlijk een geheel nieuw vliegtuig was. Daarom kreeg het ook de aanduiding F-106, op 17 juni 1956.
De F-106 had een sterkere J-75 turbojet met naverbrander met een vergrote luchtinlaat voor de grotere behoefte aan lucht en ook een inlaattraject met een variabele geometrie. Dit verbeterde de prestaties van het vliegtuig met name bij supersonische snelheden en liet ook een korter inlaattraject toe.
De romp werd bijgewerkt en opgeschoond met onder meer een aangepast, licht vergroot vleugeloppervlak en een aangepaste verticale staartvin. De romp was ook wat langer dan die van de Delta Dagger.
De eerste vliegtests van 1956 en 1957 waren teleurstellend; het toestel bleek lagere prestaties neer te zetten dan was gedacht. Nadat het programma bijna was geannuleerd, besloot de USAF toch 350 Delta Darts aan te schaffen (in eerste instantie waren er 1000 gepland). Na wat kleine ontwerpaanpassingen werd het nieuwe toestel, aangeduid als F-106A - samen met de F-106B, een 2zits gevechtsklare trainer - operationeel bij 15 onderscheppingsquadrons. De eerste toestellen werden in oktober 1959 afgeleverd.
In december 1959 zette Majoor Joseph W. Rogers een nieuw wereld snelheidsrecord van 2455,79 km/h met een Delta Dart op een hoogte van 12300 meter.
De F-106 was uitgerust met het Hughes MA-1 vuurleidingssysteem, dat gekoppeld kon worden aan het Semi-Automatic Ground Environment (SAGE) radarnetwerk voor grondgeleide onderscheppingen, waarbij het toestel door gevechtsleiders vanaf de grond naar het doel toegepraat werd.
Het toestel was bewapend met 4 Hughes AIM-4 Falcon radar en infrarood geleide lucht-luchtraketten; deze werden intern in het ruim meegevoerd. Voorts kon het toestel ook één AIR-2 Genie lucht-lucht raket met een 1,5 kiloton kernwapen als springkop meenemen in combinatie met twee of vier AIM-4 Falcons. Deze waren bedoeld om vijandelijk bommenwerperformaties uit te schakelen. Het MA-1 vuurleidingssysteem bleek behoorlijk problematisch te zijn en werd tijdens zijn operationele leven uiteindelijk meer dan 60 keer opgewaardeerd!

## Operationele inzet
De F-106 diende in de VS, Alaska, IJsland, West-Duitsland en Zuid-Korea. In dienst werd de bijnaam van de F-106, "Delta Dart", bijna niet gebruikt en werd meestal gewoon "Six" genoemd.
De F-106 werd meerdere keren opgewaardeerd tijdens de levensloop, met verbeterde avionica, een infrarood tracking systeem, betere instrumenten en features zoals een voorziening voor het bijtanken in de lucht en een haak aan de achterkant voor noodlandingen.
Enkele F-106A's werden opgewaardeerd in het kader van het Project Six Shooter in 1972, met een nieuwe bubbelcockpit zonder de metalen beugel er midden overheen, waardoor het zicht voor de piloot erg verbeterde, een optisch richtsysteem en installatie van de M61 Vulcan 20  mm-kanon met 650 patronen in het wapenruim, waarbij het de AIM-26 of de AIR-2 verving.
De F-15A begon de F-106 te vervangen vanaf 1981, waarbij de "Sixes" meestal doorgeschoven werden naar de Air National Guard. De F-106 bleef in dienst bij de USAF en ANG tot 1988.
Vanaf 1986 werden veel van de overgebleven vliegtuigen omgebouwd tot onbemande doelen, aangeduid met QF-106A. De laatste werd vernietigd in januari 1998. De drones hadden nog wel de mogelijkheid om gevlogen te worden door een piloot, zoals naar de testlocatie toe, maar tijdens de testen werden ze van afstand bestuurd. Een handvol F-106's behield NASA gedurende 1998 voor testdoeleinden.